# 玫瑰公園 (三重區)

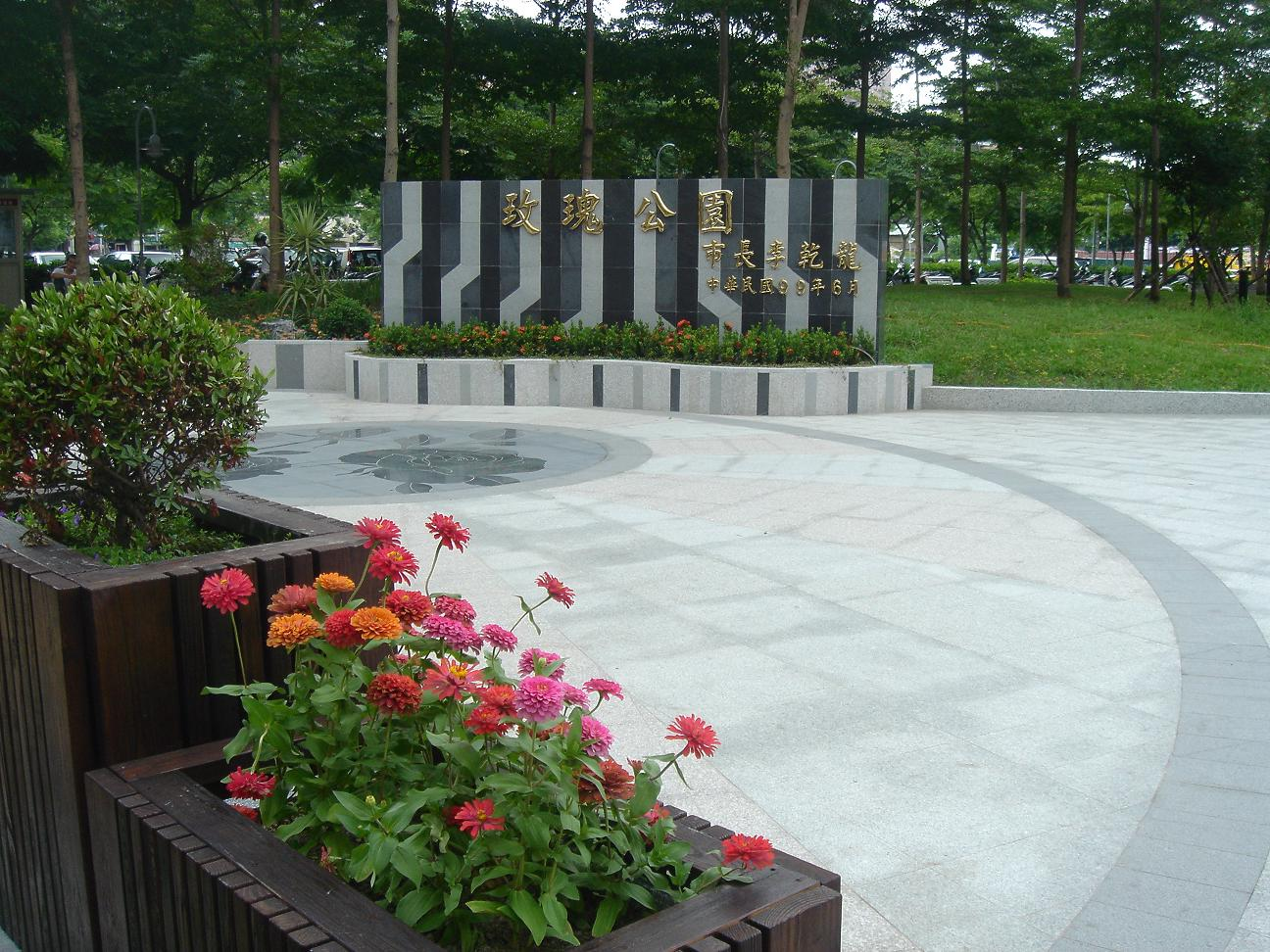
三重市玫瑰公園

玫瑰公園位於三重區集美街112巷，緊鄰社教館，面積0.9公頃，是新北市少數具有溫室且露天栽培展示玫瑰的植物園，並以白色的溫室、歐式雕塑、花架、圍籬形塑為適合拍婚紗照的公園。

## 歷史演變
玫瑰公園於1997年闢建，後來公園內的玫瑰花叢植株老化、土壤貧瘠且硬化、溫室與花台、步道多有毀壞、草坪不平整，故在2010年1月初，三重市公所斥資1000萬元重新整建。

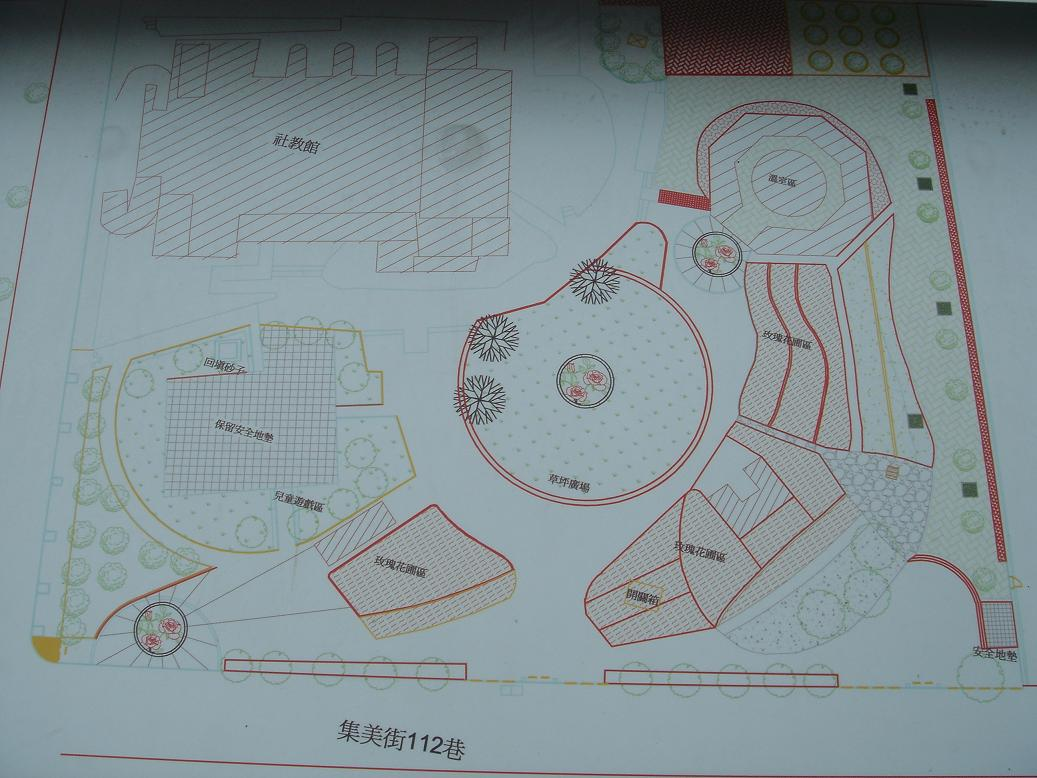
玫瑰公園平面配置圖

## 設施
- 兒童遊戲區
- 玫瑰花圃區
- 花叢入口區
- 溫室區：入口處有心心相印的花牆，迴廊走道有蘭花、長春藤、豬籠草和各式仙人掌及鹿角蕨，水生植物區有傘草。溫室開放時間上午八時至下午五時，假日不打烊[3][4]。
- 草坪廣場
- 花廊
- 健身器材
- 歐式雕塑[2]

玫瑰公園全景
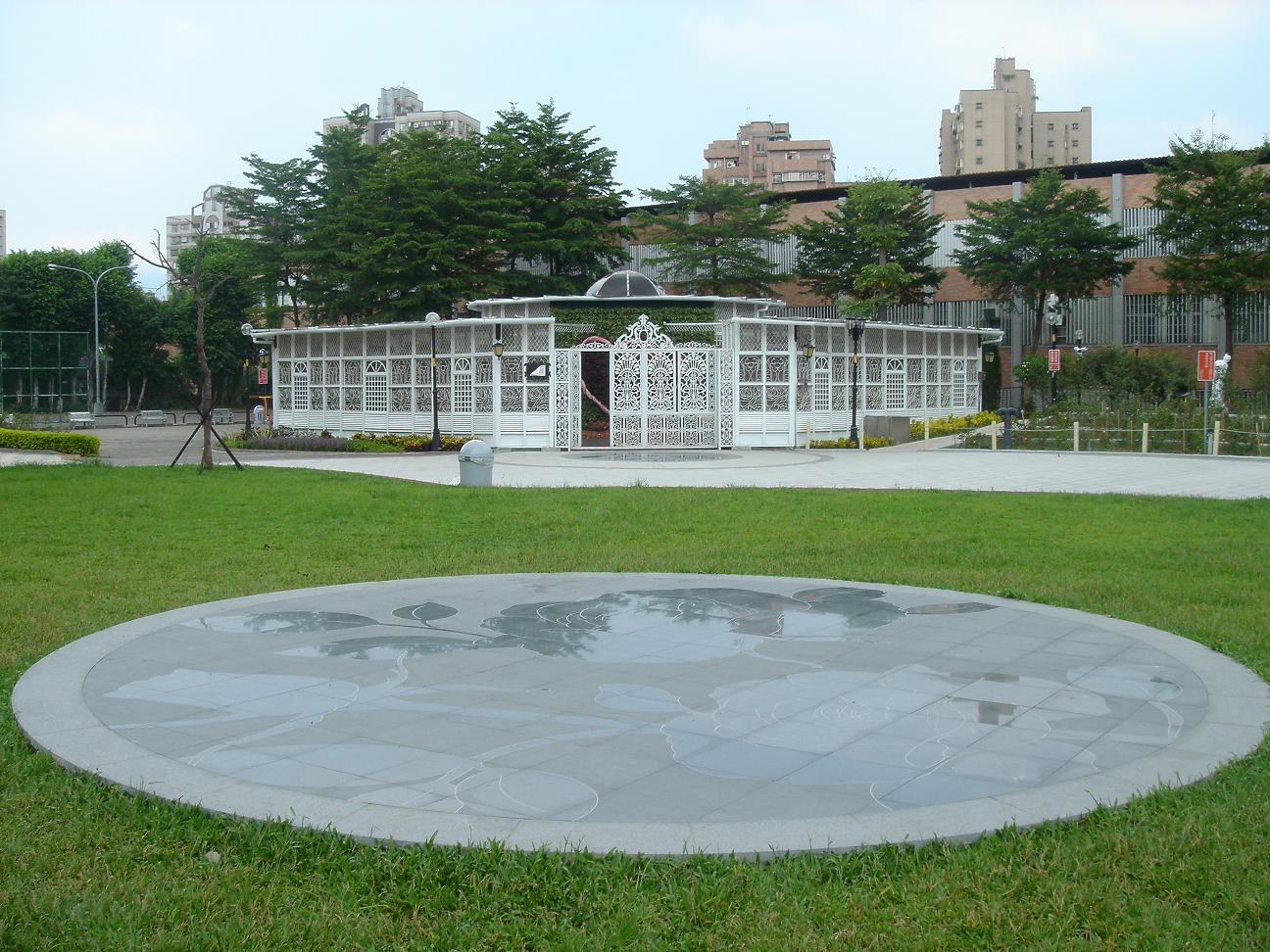
玫瑰公園廣場與溫室
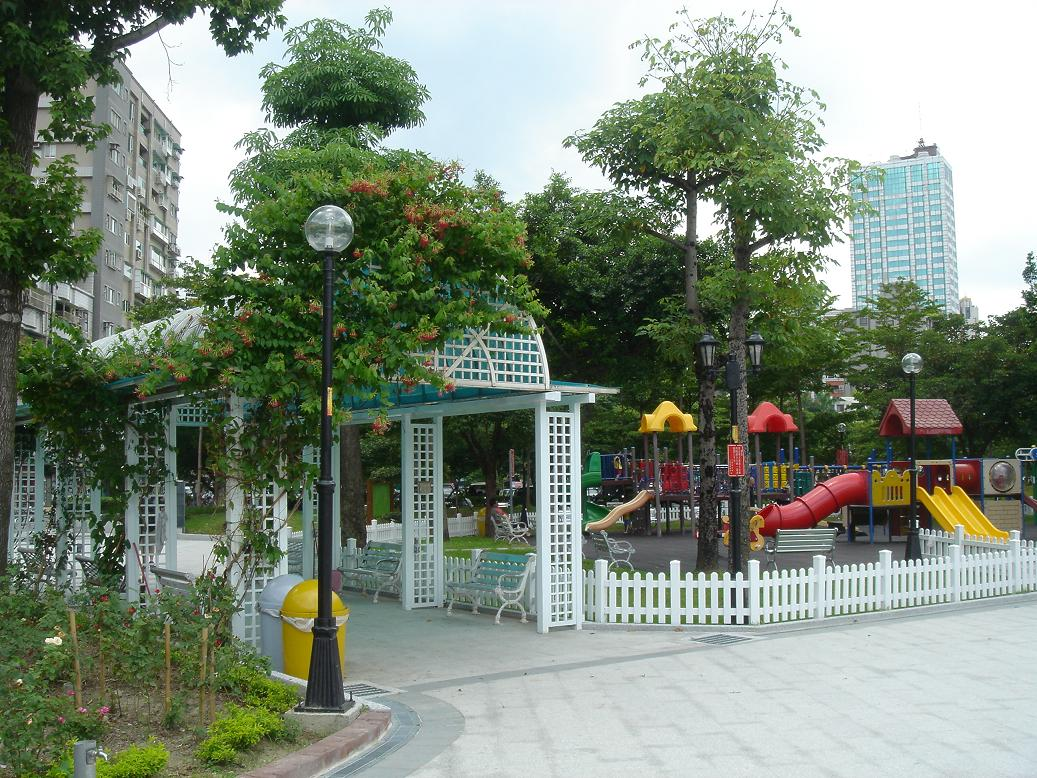
玫瑰公園花廊與兒童遊戲區

## 外部連結
- 玫瑰公園-新北市觀光旅遊網 （页面存档备份，存于）